# Schlacht bei Hennersdorf
Europäischer Kriegsschauplatz:

Mollwitz* – Chotusitz* – Simbach – Dettingen – Toulon – Pfaffenhofen – Tournai – Fontenoy – Hohenfriedberg** – Soor** – Hennersdorf** – Kesselsdorf** – Brüssel – Piacenza – Namur – Roucourt – Kap Finisterre 1 – Lauffeldt – Assietta –  Bergen op Zoom – Kap Finisterre 2 – Maastricht
(*) Erster Schlesischer Krieg – (**) Zweiter Schlesischer Krieg
Indischer Kriegsschauplatz:

Erster Karnatischer Krieg
Amerikanischer Kriegsschauplatz:

War of Jenkins’ Ear – King George’s War
Baumgarten – 
Glogau – 
Mollwitz – 
Lesch  – 
Glatz – 
Chotusitz – 
Teltschitz – 
Pless – 
Ratibor – 
Hohenfriedberg – 
Soor – 
Hennersdorf – 
Zittau – 
Kesselsdorf

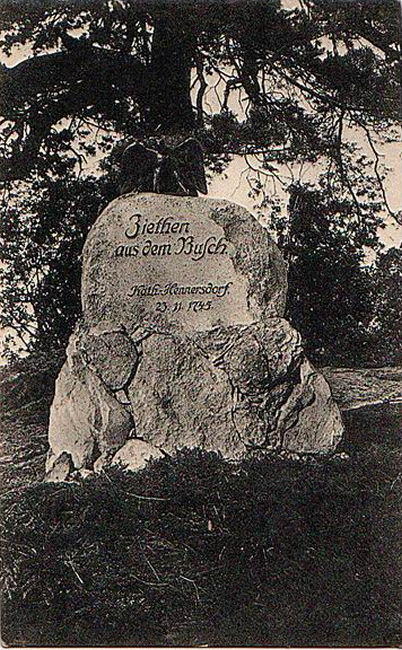
Gedenkstein in Hennersdorf für General Hans Joachim von Zieten mit Inschrift „Zieten aus dem Busch“

Die Schlacht bei Hennersdorf, eigentlich Gefecht von Hennersdorf, fand während des Zweiten schlesischen Krieges am 23. November 1745 sieben Kilometer nordwestlich von Lauban in der Oberlausitz statt. Die Preußen unter Friedrich II. siegten gegen die Sachsen unter General Buchner.

## Vorgeschichte und Verlauf
Am 21. November 1745 marschierten österreichische Truppen unter Prinz Karl in Sachsen ein und vereinigten sich mit kursächsischen Truppen. Am 23. November wurde König Friedrich II. von dem Aufmarsch unterrichtet. Die preußische Kavallerie überraschte daraufhin bei Katholisch-Hennersdorf lagernde kursächsische Regimenter. Beteiligt waren das Husaren-Regiment Ruesch (1806: H 5), das Husaren-Regiment von Zieten (1806: H 2) und die Kürassier-Regimenter Rochow und Bornstedt. Auf sächsischer Seite standen die sächsischen Kürassier-Regimenter Vitzthum, O’Byrn und Dallwitz sowie das Infanterie-Regiment Sachsen-Gotha, die völlig aufgerieben wurden. Prinz Karl wagte es daraufhin nicht, der zahlenmäßig überlegenen preußischen Armee entgegenzutreten und zog sich auf das böhmische Gebiet zurück. Den Preußen fielen bei Görlitz die gefüllten Magazine des sächsischen Heeres in die Hand. Nach dem Überraschungsangriff bei Hennersdorf kam für den preußischen Befehlshaber der Name „Zieten aus dem Busch“ in Umlauf.